# Riu Forcados
El riu Forçados  (derivat del portuguès Forçados) és un canal en la Delta de Níger, al sud de Nigèria. Flueix per aproximadament 198 quilòmetres i arriba a la mar al Golf de Benín dins l'estat del Delta. És un canal important per vaixells petits. El riu Forçados se separa del riu Níger al mateix punt que el riu Nun, a uns 20 km al sud d'Aboh.
Les poblacions han estat pescant en aquest riu durant anys i llavors anaven a un moll al riu Níger per vendre els productes o emmagatzemar-los per consum personal.
Porta el mateix nom que el port de Forcados, situat prop de la costa en la sortida a la mar del riu Forcados.